# Концилиаризм
Концилиари́зм, консилиари́зм — богословская концепция в католицизме. Основная идея концилиаризма — приоритет решений собора над решениями папы римского.

## История
События, связанные с великим западным расколом (1377—1417), а также предшествовавшее ему Авиньонское пленение пап (1309—1377), привели к глубокому недовольству среди всего христианского мира. Многие высокопоставленные чиновники церкви считали, что воцарившаяся ситуация, в которой на папском престоле находятся два, а затем сразу три папы, неприемлема. Чтобы преодолеть воцарившиеся трудности, концилиарное движение, которое было осведомлено о произошедших изменениях в светских государствах, где появились такие органы, как парламент, всевозможные палаты и другие рычаги, способные влиять на действия короля, тоже хотело прервать абсолютизм папского правления. Концилиарное движение опиралось на элементы канонического права и отцов церкви. У вселенского собора номинально было больше полномочий, чем у папы, помимо того, опираясь на Грациана, можно было снять с должности папу, если тот определённо является еретиком. В соответствии с принципом quity-, если имеется разрыв между принципиальным случаем и самим законом, следует рассмотреть подобное действие отдельно и вынести приговор в связи с «духом закона», а не с самим сухим законом.
В 1414—1417 годах был созван Констанцский собор. Большая часть кардиналов, а также другие влиятельные люди, в церкви и вне её, добились устранения сразу всех трёх пап. Помимо того, совет заявил, что они имеют право и в дальнейшем при надобности изгонять пап.
Несмотря на этот временный успех, концилиарное движение не смогло долго просуществовать, так как вернувшие себе полномочия папы решили раз и навсегда покончить с этой угрозой. На пятом Латеранском соборе (1512—1517) Папа Юлий II провёл закон, определивший верховенство папы над решением собора, тем самым пресёк возможность использования канонического права для достижения целей концилиарного движения.